# Diritto corporativo
Il diritto corporativo è stato una branca del diritto pubblico italiano dal 1926 al 1944, periodo in cui l'ordinamento giuridico italiano prevedeva un'organizzazione dei lavoratori di tipo corporativo, con l'istituzione nel 1934 delle corporazioni, associazioni dei datori di lavoro e dei prestatori d'opera che assumevano personalità giuridica pubblica.
Il diritto corporativo conteneva tutte le norme positive che disciplinavano gli organi e gli istituti corporativi ed al suo interno erano individuate due branche:
- diritto corporativo sindacale, inerente ai rapporti di lavoro tra datori e lavoratori;
- diritto corporativo in senso stretto, riguardante la autoregolamentazione tecnica, economica e giuridica della produzione da parte delle categorie produttrici in funzione dell'interesse dello Stato e sotto il controllo di esso.

Con le modifiche legislative apportate dal regime fascista tra gli anni 1920 e gli anni 1930 la dottrina prevalente dell'epoca ritenne che il diritto sindacale si dovesse considerare assorbito dal diritto corporativo. In questo senso anche Widar Cesarini-Sforza e Guido Zanobini.
Il diritto corporativo era ritenuto parte del diritto pubblico, pur avendo attinenze con il diritto privato, il diritto costituzionale, il diritto amministrativo ed includendo, secondo diverse opinioni, il diritto del lavoro.